# Gunnar Marcusson
Gunnar Erik Marcusson, född 19 april 1918 i Rudskoga, död 5 januari 2014 i Kristinehamn, var en svensk travkusk och hästavlare. 
Marcusson omskrevs framför allt för att ha gjort travsporten tydlig inom Kristinehamnsområdet.

## Biografi
Marcusson var son till hemmansägaren Marcus Andersson (1889–1947) och Lydia Andersson (1889–1988), född Karlsson. Han bedrev omfattande hästavel tillsammans med Bror Marcusson i Kristinehamn dit familjen kommit tidigt. Därtill var han tillsammans med sin broder bland de första amatörerna med varmblodiga travare. Under 1950-talet bedrev han ett häståkeri inom Kristinehamns kommun, vidare arbetade han i sin broders mekaniska verkstad där den så kallade Marcustrucken tillverkades.
Marcusson blev aktiv inom travet på tidigt 1950-tal, och kom sedermera att bli en profil på de mellansvenska travbanorna. I slutet av 1990-talet upphörde han som verksam inom travet. Gunnar Marcusson är gravsatt i minneslunden på Gamla kyrkogården i Kristinehamn.

## Utmärkelser

### Irania Key
- 1976 – Oktoberpriset på Axevalla [5]

## Segrar i lopp (urval)
| År   | Lopp             | Häst         | Kusk             | Lopptyp |
| ---- | ---------------- | ------------ | ---------------- | ------- |
| 1966 | Axevalla         | Lord Bulwark | Gunnar Marcusson | -       |
| 1967 | Årjängstravet    | Kings Maid   | Gunnar Marcusson | -       |
| 1968 | Färjestadstravet | Lord Bulwark | Gunnar Marcusson | -       |
| 1973 |                  | Lo Lodex     |                  |         |
| 1976 | Örebrotravet     | Git Key      | Gunnar Marcusson | -       |